# Euphranta basalis
Euphranta basalis är en tvåvingeart som först beskrevs av Walker 1865.  Euphranta basalis ingår i släktet Euphranta och familjen borrflugor. Inga underarter finns listade i Catalogue of Life.